# Dakar 4x4

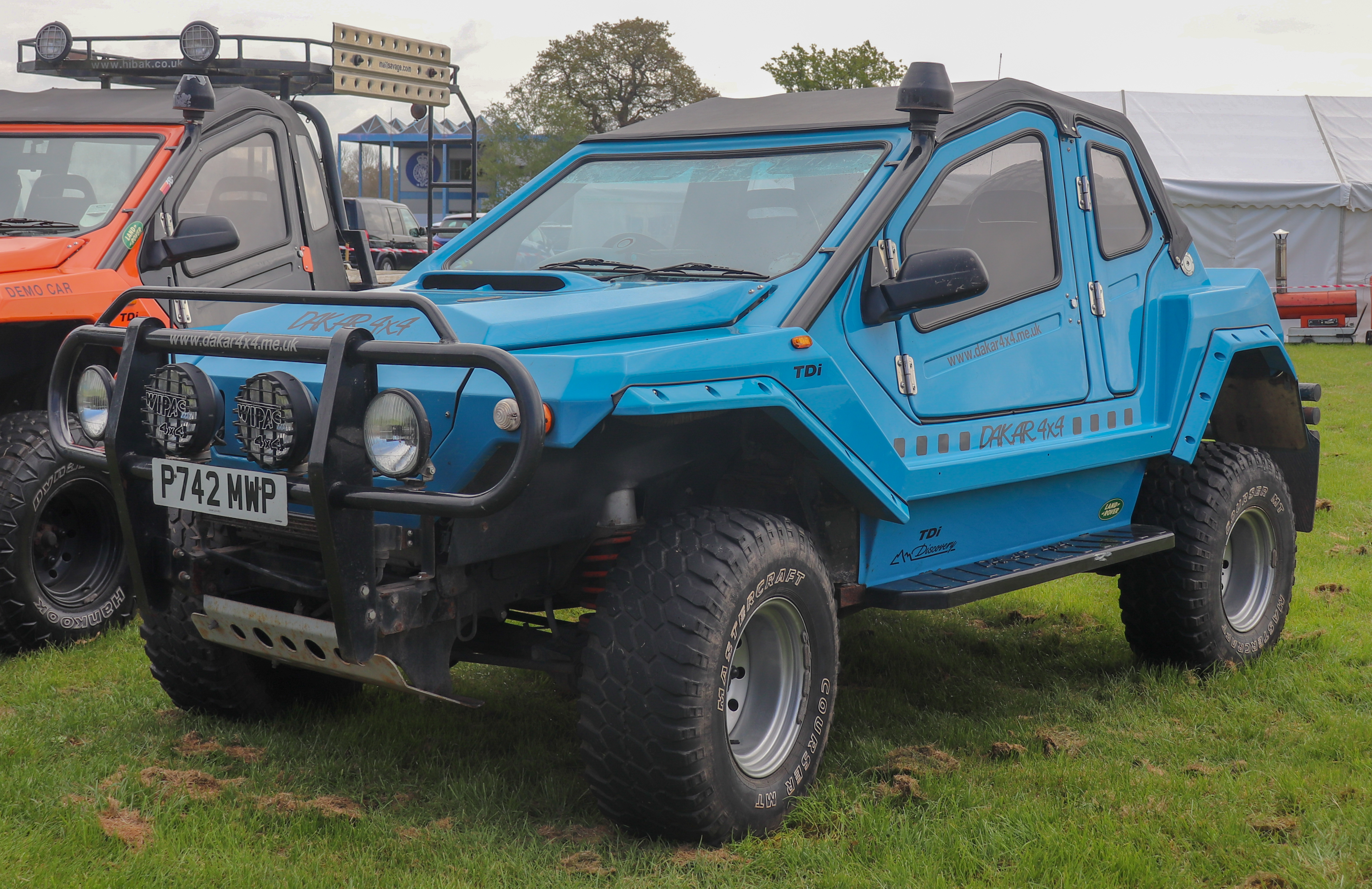
Dakar 4x4

Der Dakar 4x4 ist ein Kit Car – der Nachfolger des Rotrax – und basiert auf dem Fahrgestell des Range Rover. Der Wagen wurde ursprünglich von Barry Chantler von Dakar Cars in Dartford (Kent) entwickelt und wird nun auf Bestellung von Steve Bennett von Dakar 4x4 Design & Conversions und Automobielbedrijf Dakar in Westerbork (in Lizenz) gefertigt. Es gibt etwa 120 Umbauten im Vereinigten Königreich und weitere in den Niederlanden. Auch der Bushranger in Australien ist ein ähnliches Fahrzeug.
Die Dakar-Konstruktion hat auf Grund des geringeren Gewichtes bessere Fahrleistungen und auf Grund der kürzeren Aufbauten höhere Böschungswinkel als der Range Rover.
Der Kit wurde langsam aus einigen kosmetischen Änderungen entwickelt; heute kann er auch auf das Fahrgestell des Discovery aufgebaut werden. Enthusiasten haben auch verschiedene Änderungen an der Motorisierung vorgenommen, z. B. den Einbau eines 5,7 l-V8-Small Blocks von Chevrolet oder einen 7,3 l-V8 mit Lachgaseinspritzung.
Ein werksgefertigter Dakar hat in den 1990er-Jahren auch Fernsehruhm erreicht, als er in der britischen TV-Serie Challenge Anneka den vorher benutzten Strandbuggy auf VW-Basis ersetzte. Der Wagen war in den Farben der Serie (hellblaue Karosserie, gelber Überrollkäfig und gelbes Dach) lackiert.
Barry Chantler konstruierte auch einen kleinen Dakar für Kinder, ein Projekt, das mindestens das Prototypenstadium erreichte.
Die John E. Davis Motor Works in Australien stellen den Bushranger her, der vom Dakar 4x4 abgeleitet ist.